# Эдгардо дель Валье-де-Пас
1. перенаправление Дель Валле-де-Пас, Эдгардо